# سعود المالك الحمود الصباح
الشيخ سعود المالك الحمود المحمد السلمان الصباح (1893 - 16 يونيو 1972)؛ هو الابن الثالث للشيخ مالك الحمود المحمد السلمان الصباح من زوجته (نجلاء العاصمية) بنت إبراهيم ابن حذران العاصم.

## عن حياته
ولد الشيخ سعود المالك الحمود المحمد السلمان الصباح في الكويت عام 1893 م في منطقة أبو حليفة ، وهو إبن الشيخ مالك بن حمود بن محمد بن سلمان بن صباح الأول. عيّنه الشيخ مبارك الصباح الحاكم السابع لدولة الكويت آنذاك مسؤولاً عن منطقة القصور، والتي كانت تبدأ من الفنطاس حتى منطقة الشعيبة ، وقد قضي فترة طفولته في بيت جده إبراهيم بن حذران العاصم لفترة من الزمن ثم رحل للرياض مع اخوته الشيخ سعود وعبدالعزيز وفهد وحمد ثم رجع معهم في خمسينات القرن الماضي الي قرية أبو حليفة ، وقد تلقى تعليمه لدى شيخ الدين الملا عبداللطيف بن محمد العوضي ، وهو أحد المشاركين في معركة الجهراء ، ومعركة السبلة لتوحيد جنوب المملكة مع الملك عبدالعزيز ال سعود، وكان مواضبا علي رحلات القنص لصيد الحبارى والظباء كما مارس القنص في المملكة العربية السعودية مع الملك عبدالعزيز آل سعود.

## حياته العائلية
الشيخ سعود متزوج من الشيخة سارة علي فهد الصباح ولديه من الذرية كل من:
- الشيخ بدر سعود المالك.
- الشيخ عبد الله سعود المالك.
- الشيخة البندري سعود المالك.
- الشيخة موضي سعود المالك.
- الشيخة جواهر سعود المالك.
- الشيخة شيخة سعود المالك.